# 사카이정 (후쿠이현)
사카이정(坂井町)은 후쿠이현 북서부에 위치해, 후쿠이평야 안에 있어 논이 펼쳐진 마을이다. 2006년 3월 20일에 사카이정 및 미쿠니정·마루오카정·하루에정 등 4개 정이 합병해 사카이시가 발족하였으며, 같은 날 사카이정은 폐지되었다.

## 역사
- 1955년 3월 31일: 오제키촌, 히가시주고촌, 효고촌 등 3개 촌이 합병, 사카이촌이 신설
- 1956년 9월 30일: 사카이촌에 사카이군 기베촌 등 1개 촌이 편입
- 1957년 1월 1일: 미쿠니정에 사카이촌 일부[A]가 편입
- 1961년 4월 1일: 사카이촌→사카이정[※정제시행(町制施行)]
- 1964년 5월 1일: 사카이군 사카이정 및 하루에정의 구역 경계가 변경
- 2006년 3월 20일: 사카이정 및 미쿠니정·마루오카정·하루에정 등 4개 정이 합병, 사카이시가 신설되고 사카이정 등은 폐지